# Tragedie (toneel)

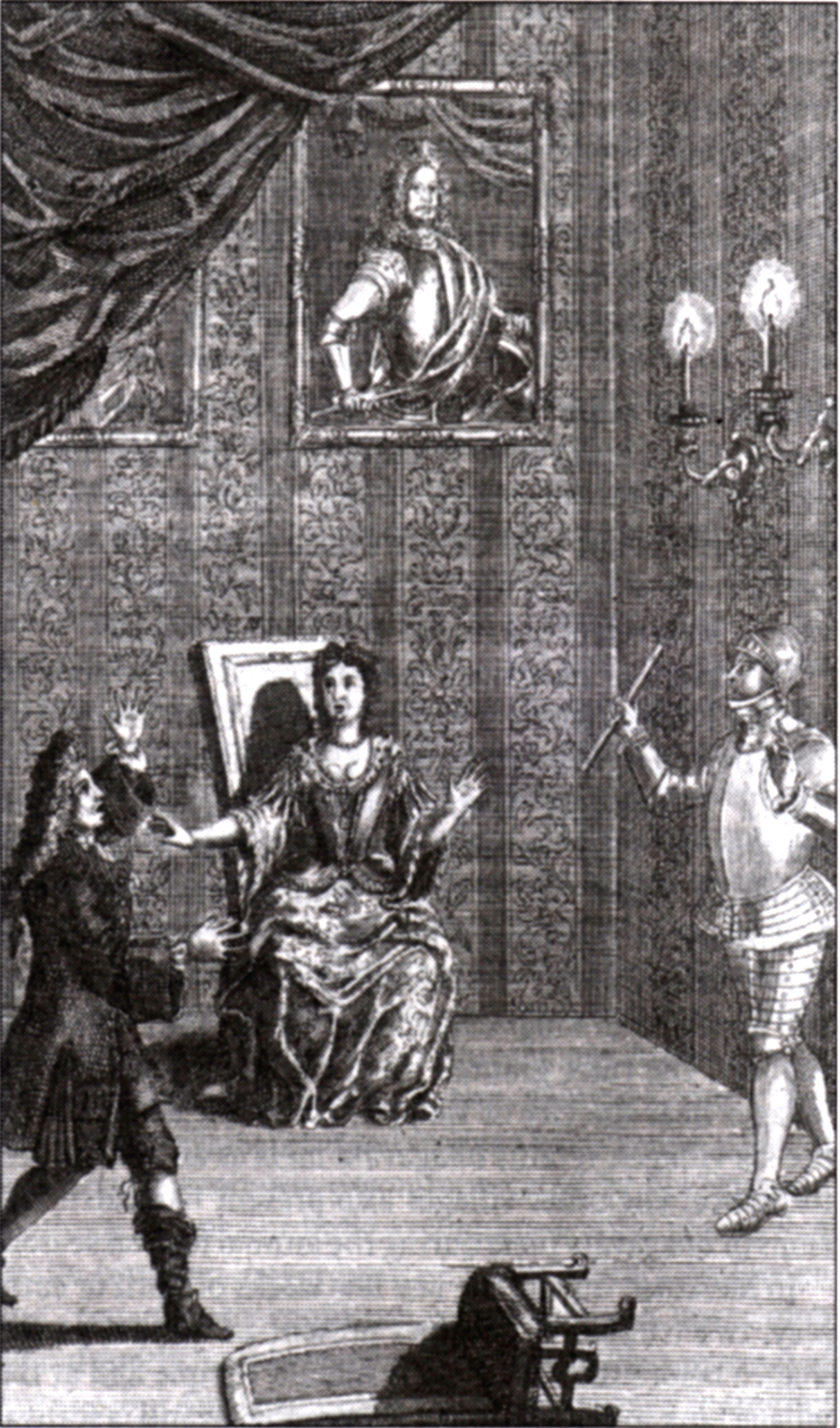
Een scène uit de beroemde tragedie Hamlet van William Shakespeare (1709)

Een tragedie (Oudgrieks: τραγῳδία, tragōidia, bokkenzang) of treurspel is een toneelstuk met een intrige die een ernstige handeling betreft. Vaak leidt dit tot een noodlottige afloop, maar naast de exitus infelix zijn er ook tragedies met een exitus felix, een gelukkige afloop. De intrige van een tragedie werkt naar een punt waar de held tot inzicht komt in het eigen falen (de agnitio), waarna een plotselinge en hevige ommekeer van de situatie volgt (de peripetie). Het doel van de tragedie is hierdoor een reinigende invloed uit te oefenen op de geest van de toeschouwers, de catharsis.

## Griekse tragedie
De Attische tragedie van de Oud-Grieken ligt aan de oorsprong van dit genre, met als hoofdvertegenwoordigers Aischylos, Sophokles en Euripides. Sinds Aristoteles wordt het als genre tegenover de komedie geplaatst. Terwijl de komedie bij Aristoteles inferieure mensen uitbeeldt, draait de tragedie om wat superieure mensen overkomt en hoe ze daar mee omgaan. Er worden personages van hoge afkomst ten tonele gevoerd die getroffen worden door het lot in de vorm van een dramatische wending in hun leven. Zo gaat in toneelstukken als Antigone en Koning Oedipus de hoofdpersoon de onvermijdelijke ondergang of dood tegemoet, hetzij door menselijk falen of door ingrijpen van de goden. Meestal eindigt een tragedie met de dood van een of meerdere personages. Aristoteles zag het in zijn Poetica als de taak van de tragedie om "angst en medelijden" op te wekken bij het publiek, tot een louterend effect, de catharsis, werd bereikt.

## Romeinse tragedie
Een meer op effectbejag gebaseerd type tragedie is de Latijnse wraaktragedie van Seneca, die in de Engelse renaissance navolging kreeg, te beginnen met Thomas Kyds The Spanish Tragedy.
De tragedie is een dramatisch genre, maar desondanks heeft lang de gewoonte bestaan er lyrische elementen aan toe te voegen, met name de zangen van het koor, die de handeling van commentaar voorzagen. Een vermenging van komedie en tragedie is de tragikomedie. Het tragische verloop van het stuk wordt hier gevolgd door een happy end. Of andersom: het komische stuk heeft geen happy end. De Romeinse toneelschrijver Plautus schreef met Amphitruo omstreeks 210 v.Chr. een van de eerste stukken in deze mengvorm.

## Renaissance en barok

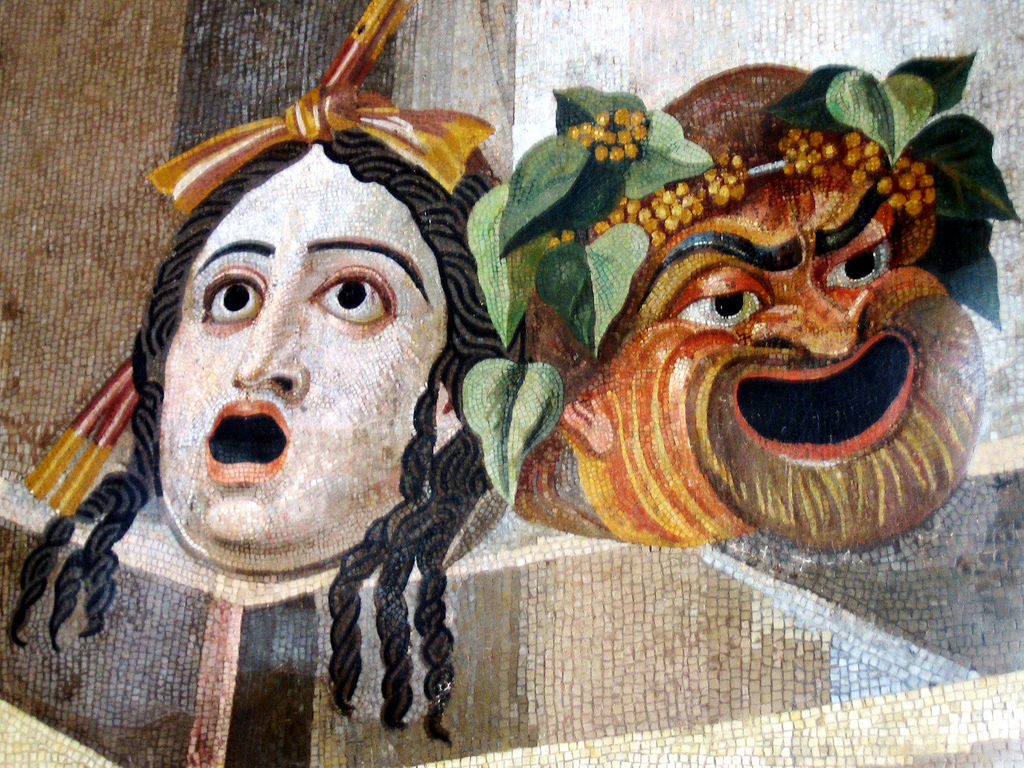
Tragedie en komedie, Romeins mozaïek

Vanaf de renaissance heeft dit model in de westerse cultuur veel navolging gevonden. In de zestiende en zeventiende eeuw waren de hoofdvertegenwoordigers William Shakespeare en Jean Racine, en in de Nederlanden Joost van den Vondel. In de zeventiende en achttiende eeuw werden honderden tragedies geschreven door katholieke en protestantse auteurs, in klassieke en barokke vorm, over gefingeerde en actueel-politieke zaken.

## Moderne tijd
De tragedie heeft tot ver in de twintigste eeuw repertoire gehouden: een stuk als Dood van een handelsreiziger van Arthur Miller is een goed voorbeeld. Na de Tweede Wereldoorlog zijn onder invloed van het Brechtiaanse theater de stijlen dermate vermengd geraakt, dat de oudere genres hun waarde hebben verloren.